# Martin Rietveld
Martin Rietveld (Rotterdam, 28 d'abril de 1952) va ser un ciclista neerlandès, especialista en el mig fons. Com amateur, va guanyar una medalla de bronze al Campionat del món de l'especialitat de 1978, per darrere de l'alemany Rainer Podlesch i el també neerlandès Mattheus Pronk.